# Marcantonio Del Pifaro
Marcantonio Del Pifaro   (segle XVI - segle XVI) va ser un músic i compositor italià del Renaixement, actiu a Bolonya al segle xvi.
Se sap molt poc sobre la seva vida, excepte el fet que va estar actiu a Bolonya i la publicació de les seves primeres composicions, format per tabulatures de llaüt i música frottola, data del 1546. Es tracta d'una col·lecció de saltarelli i chiarenzane, un dels darrers, el novè de la col·lecció, es va compondre utilitzant dos temes extrets de Batalla de Marignano de Clément Janequin.